# Composto químico

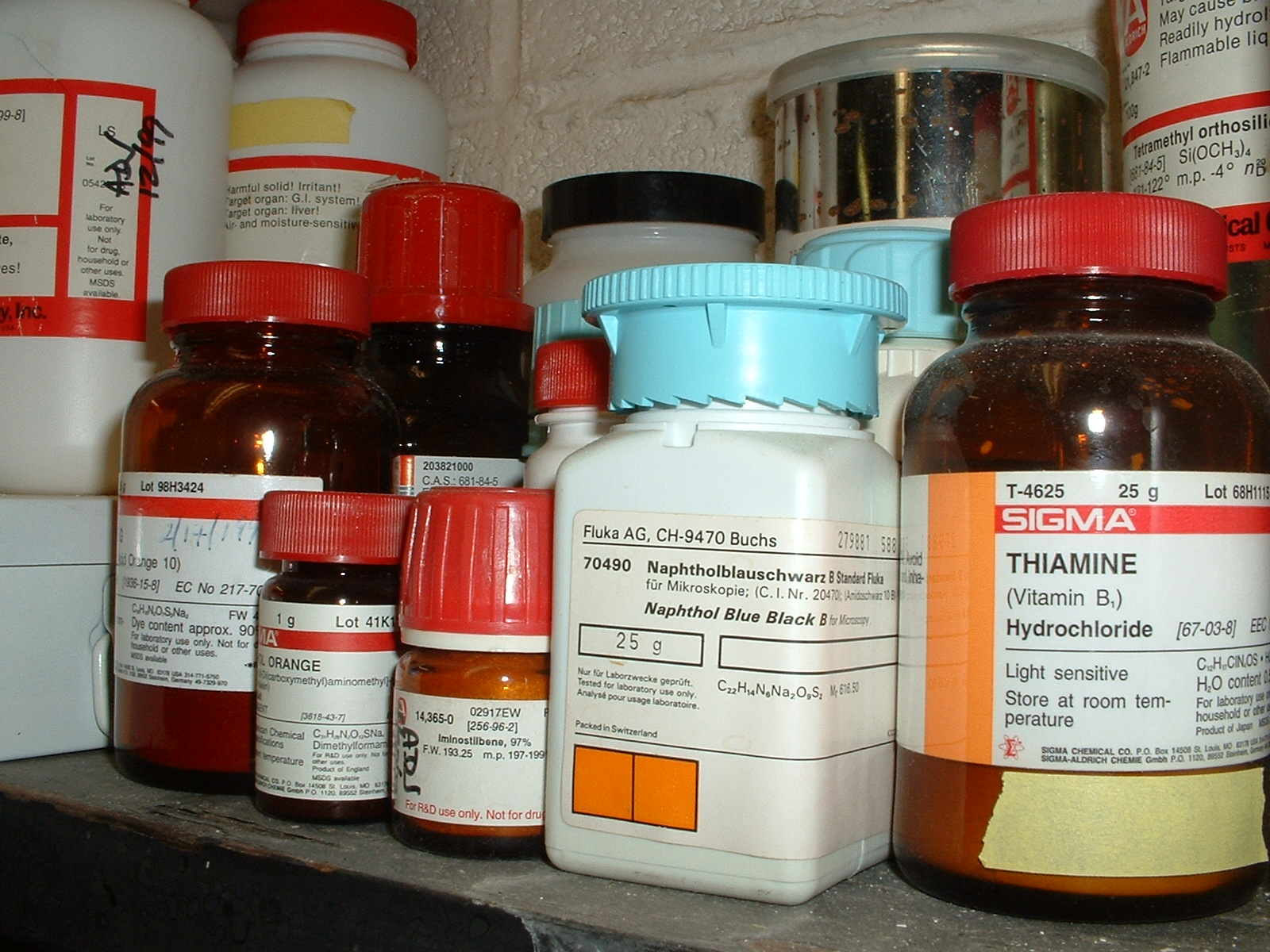
Produtos Químicos.

Um composto químico é uma substância química constituída por moléculas ou cristais de dois ou mais átomos ou íons de elementos diferentes que se ligam entre si. As proporções entre elementos de uma substância não podem ser alterados por processos físicos e ligados numa proporção fixa e definida. Por exemplo, a água é um composto formado por hidrogênio e oxigênio na proporção de dois para um.
Em geral, esta razão fixa deve-se a uma propriedade física (formada por moléculas com ligações químicas estáveis) e não a uma seleção humana arbitrária. Por este motivo o bronze ou o chocolate são misturas ou ligas metálicas e não compostos.
Os compostos são identificados através de representações gráficas denominadas fórmulas químicas.
As fórmulas descrevem a proporção dos átomos  de cada elemento na formação da molécula ou, do conjunto iônico, da substância. Por exemplo, a fórmula H2O (água) indica que a molécula desta substância é constituída de dois átomos de hidrogênio para cada átomo de oxigênio, e a fórmula do sal de cozinha (NaCl) indica que na sua estrutura cristalina existe uma proporção fixa de um íon de sódio para cada um íon de cloro.
Os elementos de um composto não podem ser divididos ou separados por métodos de separação físicos (decantação, filtração, destilação, etc.), somente mediante reações químicas.
Todos os compostos poderão ser quebrados em compostos menores ou em átomos individuais quando convenientemente aquecidos. Esta temperatura, diferente para cada composto, é denominada temperatura de decomposição.
Tipos de compostos, dependendo se apresentam ou não o carbono como elemento químico principal:
- Compostos inorgânicos ou minerais
- Compostos orgânicos

Tipos de compostos, dependendo das ligações que os átomos efetuam:
- Compostos iônicos
- Compostos moleculares

Existem três tipos de ligações químicas: covalentes, iônicas e metálicas.